# تل حطابات (سمعان)
تل حطابات  قرية سوريّة تتبع إداريّاً لمحافظة حلب منطقة جبل سمعان ناحية تل الضمان، بلغ تعداد سكانها 270 نسمة حسب التعداد السكاني لعام 2004.